# Bavia hians
Bavia hians là một loài nhện trong họ Salticidae.
Loài này thuộc chi Bavia. Bavia hians được Tord Tamerlan Teodor Thorell miêu tả năm 1890.